# Zinnpest
Zinnpest ist der allotrope Phasenübergang von Zinn, bei dem Gegenstände aus Zinn zerstört werden.

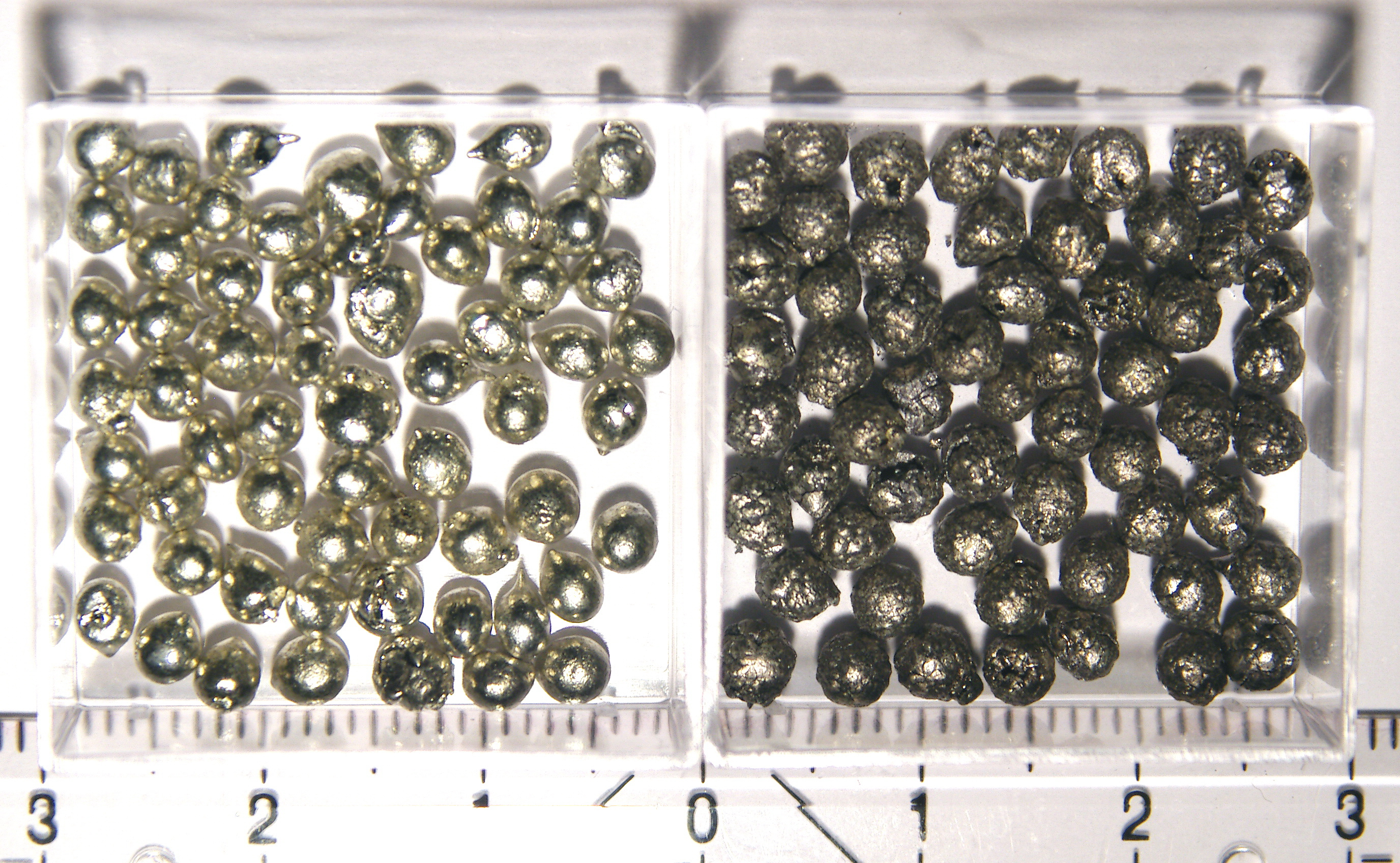
β- (links) und α-Zinn (rechts)

Da es sich hierbei um einen Phasenübergang handelt (der also physikalischer Natur ist), ist dieser zu unterscheiden vom Zinnfraß, einem durch Einschlüsse aggressiver Stoffe in die Oberfläche entstehenden chemischen Korrosionsprozess. Zinnpest ist auch nicht verwandt mit der Zinkpest, einem Korrosionsprozess des Zinks.
Silberweißes β-Zinn, das von 16 °C bis 181 °C beständig ist, wandelt sich unterhalb von 13,2 °C in das grauschwarze α-Zinn um. Die beiden besitzen eine unterschiedliche Kristallstruktur und Dichte (siehe Eigenschaften des Zinns).
Da α-Zinn ein größeres Volumen einnimmt als β-Zinn, verliert das Material seinen Zusammenhalt: die Kornstruktur löst sich auf und zerfällt zu Zinnpulver. Diese Umwandlung geht von einzelnen Zentren aus und breitet sich langsam aus. Sie äußert sich zunächst durch Flecken verschiedener Größe und geht schließlich über in warzenartige Bläschen, die bei leichter Berührung auseinanderfallen.
Die Neigung zur Umwandlung nimmt mit abnehmender Temperatur zu, die Reaktionsgeschwindigkeit wird jedoch niedriger. Die ideale Umwandlungstemperatur liegt bei ca. −48 °C. Die Umwandlung kann durch Legieren mit anderen Metallen beschleunigt (z. B. Zink, Aluminium, Magnesium) oder gebremst (z. B. Antimon, Bismut, Blei) werden.
Beispielsweise zeigen die als bleifreie Lote üblichen Sn-Ag-Cu-Legierungen eine deutlich geringere Neigung zu Zinnpest als unlegiertes Zinn, während an der Legierung Sn99,5-Cu0,5 Zinnpest beobachtet wurde.
Der Kontakt mit einer alkoholischen Lösung von Pinksalz (Ammoniumhexachlorostannat, (NH4)2[SnCl6]) beschleunigt die Umwandlung ebenfalls.

## Beispiele
- Viele Orgelpfeifen im Sichtbereich (Prospekt) sind aus optischen Gründen aus einer Legierung mit hohem Zinnanteil hergestellt und besonders anfällig für die Zinnpest.
- Auf dem Russlandfeldzug 1812 von Napoleon zerfielen angeblich die aus Zinn hergestellten Knöpfe der Uniformen seiner Soldaten aufgrund der Kälte.[5]
- Auch Zinnfiguren sind – abhängig von ihrer Qualität – vom unaufhaltsamen Zerfall innerhalb weniger Monate infolge eines Befalls durch die Zinnpest bedroht.[6]